# Géométrie sphérique

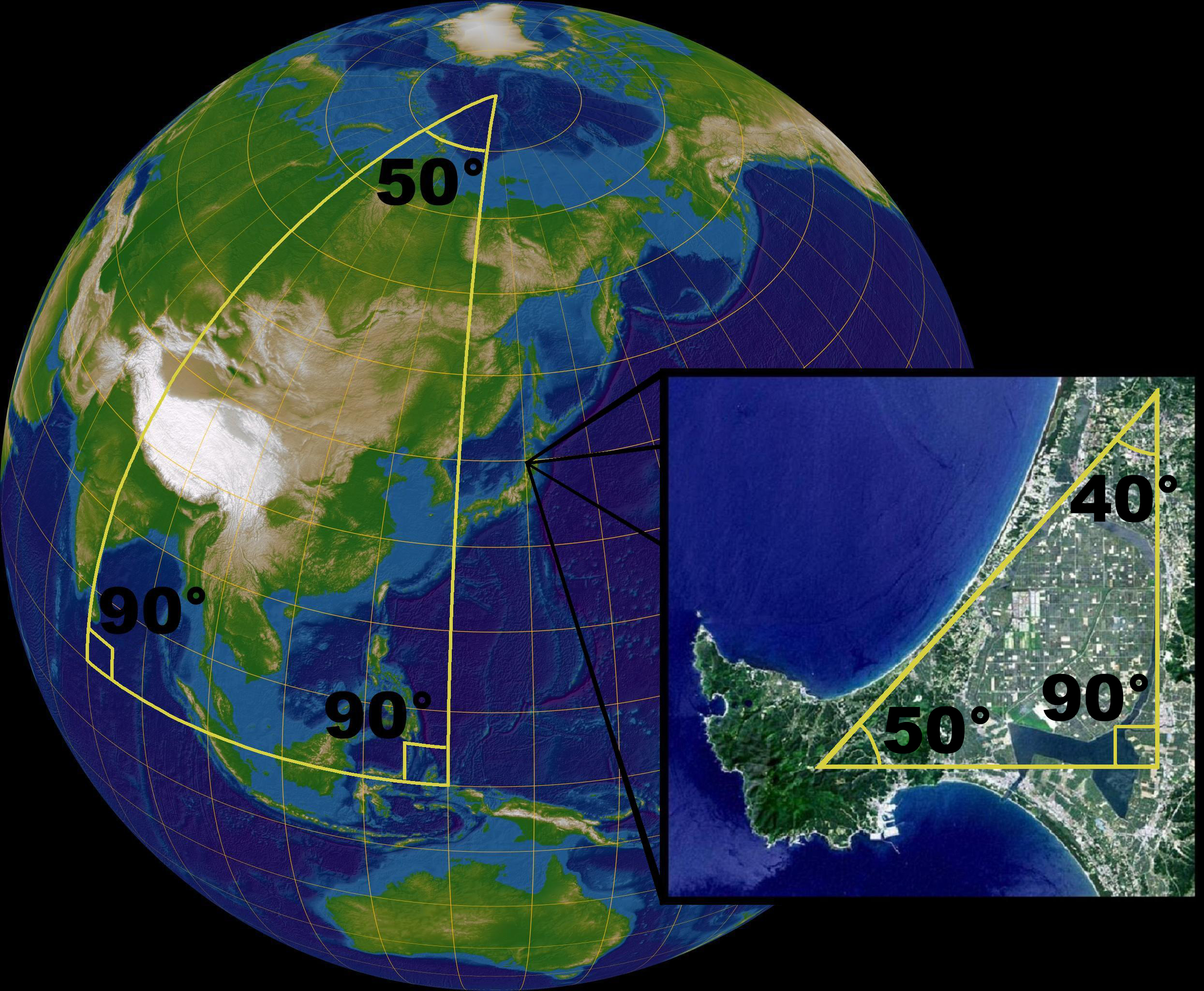
Sur une sphère, la somme des angles intérieurs d'un triangle n'est pas égale à 180°. Une sphère ne relève pas d'un espace euclidien mais localement et par approximation les lois de la géométrie euclidienne peuvent s'appliquer. Par exemple dans un petit triangle délimitant une portion de la surface de la terre, la somme des angles est proche de 180°. D'autre part, une sphère peut être décomposée en une collection de cartes à deux dimensions constituant ainsi une variété géométrique.

La géométrie sphérique est une branche de la géométrie qui s'intéresse à la surface bidimensionnelle d'une sphère. C'est un exemple de géométrie non euclidienne.
En géométrie plane, les concepts de base sont les points et les droites. Sur une surface plus générale, les points gardent leur sens usuel ; par contre, les équivalents des droites  sont  définies comme les lignes matérialisant le chemin le plus court entre les points, qu'on appelle des géodésiques. Sur la sphère, les géodésiques sont les grands cercles, et les autres concepts géométriques sont définis comme dans le plan euclidien, mais avec les grands cercles remplaçant les droites. 
Les angles de la géométrie sphérique sont définis entre les grands cercles, ce qui donne naissance à une trigonométrie sphérique, différant de la trigonométrie plane sous bien des aspects. Notamment, la somme des angles d'un triangle, en géométrie sphérique, excède 180° (elle varie de 180 à 540°,). C’est cet excès angulaire qui correspond au signe positif de la courbure de l’espace dans cette géométrie.
La géométrie sphérique est le modèle le plus simple de la géométrie elliptique, dans laquelle les droites ne sont jamais parallèles, et où l’espace présente en tout point et dans toutes les directions une courbure positive. La géométrie elliptique est dérivée de la géométrie sphérique, topologiquement équivalente, mais qui n’impose pas que cette courbure soit constante, juste qu'elle reste strictement positive (on peut se la représenter comme la géométrie locale tangente à la surface d’un ellipsoïde et non d’une sphère).
La géométrie sphérique a des applications pratiques importantes en navigation, en astronomie et en tectonique des plaques.
La géométrie sphérique a notamment été utilisée dans le cadre mathématique de la théorie de la relativité générale d'Albert Einstein. On y utilise les géodésiques pour décrire le mouvement des corps dans l'espace-temps.